# 2020年東京オリンピックのカヌー競技

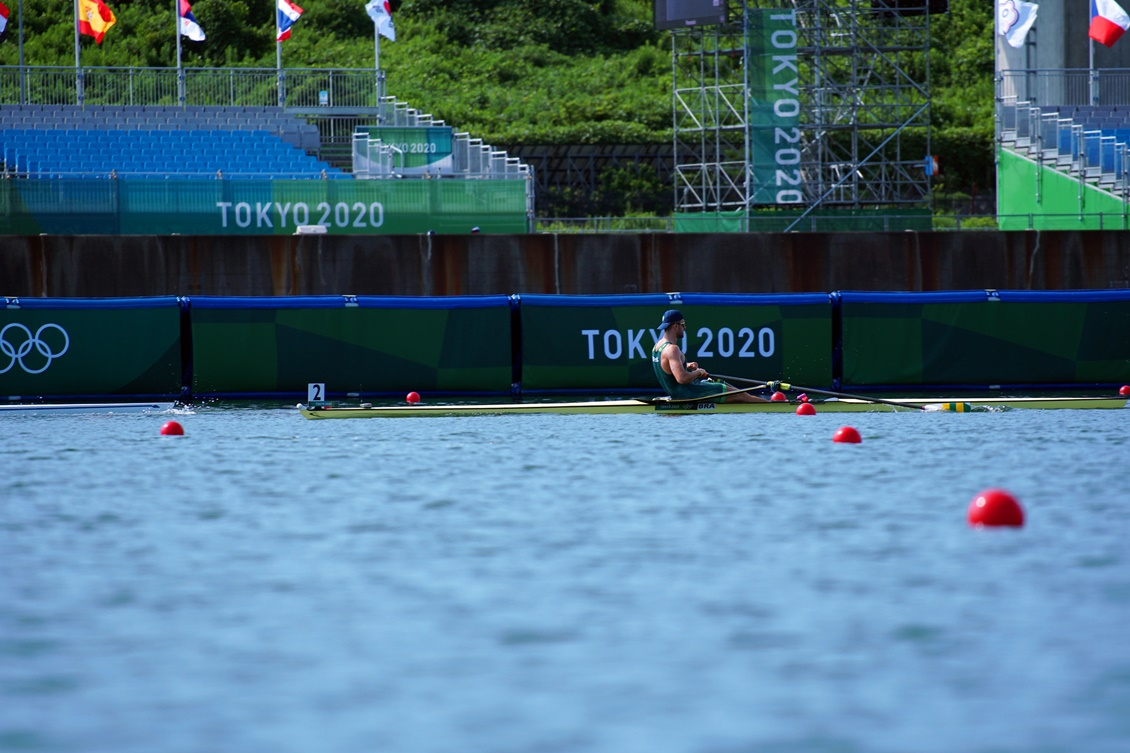

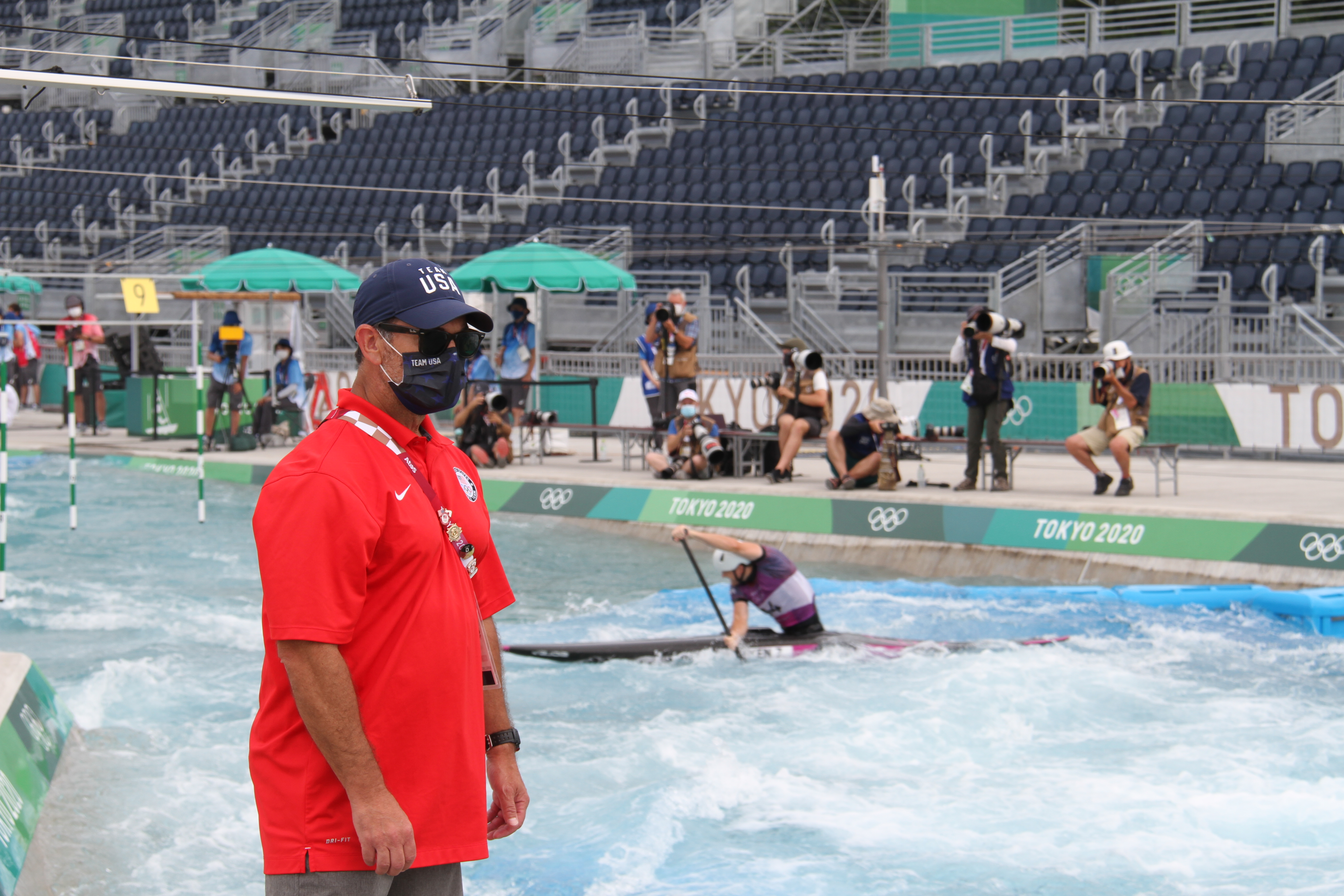

2020年東京オリンピックのカヌー競技（2020ねんとうきょうオリンピックのカヌーきょうぎ）は、国際カヌー連盟が管轄し、スプリントは海の森水上競技場、スラロームはカヌー・スラロームセンター（葛西臨海公園隣接都有地に設置）で開催された。競技はスラロームは2021年7月25日から30日、スプリントは8月2日から7日まで行われた。

## 出場選手

### スラローム
前回大会から男子カヌー ペアが削減された代わりに、女子カヌー シングル（C-1）が追加され、男女ともC-1とカヤック シングル（K-1）の2種目ずつ計4種目が実施される。女子のカヌー種目はオリンピックで初実施となる。
男女ともC-1は17名、K-1は24名の計41名、男女合わせて計82名の選手が出場枠を獲得する。1つの国からは各種目1名しか出場枠を獲得できない。NOCは出場枠を獲得した選手と別の選手を本大会に派遣することができ、片方の種目でのみ出場枠を得たNOCは1名の選手しか派遣できないが、その選手を本大会のもう一方の種目にも出場させることができる。出場枠の配分は以下の通り。
- 2019年カヌースラローム世界選手権（ラ・セウ・ドゥルジェイ）の成績により、C-1[5][6]は11か国、K-1[7][8]は18か国に出場枠が与えられる[9][10]。
  - 同じ選手が同時にC-1とK-1の出場枠を獲得できないため、いずれかの出場枠は辞退しなければならない。辞退された出場枠は次点の選手が所属する国に再配分される。
- 大陸予選を通じて、大陸ごと（ヨーロッパ、アメリカ大陸、アジア、オセアニア、アフリカ）に各種目1か国に出場枠が与えられる。
  - 大陸予選による出場枠は、予選に出場する国が3か国以上ある場合のみ与えられる。3か国に満たない場合は、大陸に関係なく世界選手権の成績により再配分される。
  - コロナ禍の影響により、アメリカ大陸予選は行われなかったため、出場枠は世界ランキング[11]により与えられた。
- 開催国（日本）には各種目1つの出場枠が与えられる。
  - 世界選手権で矢澤亜季（英語版）が女子K-1の出場枠の配分で13番手（18位）となり、自力で出場枠を確保したため開催国枠は返上され、世界選手権で19番手の国に割り当てられた。
  - 日本カヌー連盟の選考基準により、羽根田卓也（男子C-1）、佐藤彩乃 (カヌー競技)（英語版）（女子C-1）、足立和也（男子K-1）、矢沢亜季（女子K-1）が代表（開催国枠を含む）に選出された[12]。
- 上記の他に、性別・種目を限定していない招待枠が、スラロームとスプリントを合わせて2名分、用意されていたが、2名ともスプリントに割り当てられた。

### スプリント
前回大会から男子カヌー シングル（C-1）200メートルと同カヤック ペア（K-2）200メートルが削減された代わりに、女子C-1 200メートルと同カヌー ペア（C-2）500メートルが追加された。また、男子カヤック フォア（K-4）1000メートルは同500メートルに置き換えられた。男女ともカヌー2種目、カヤック4種目の6種目ずつ計12種目が実施された。スラロームと同様に女子のカヌー種目はオリンピックで初実施となる。
男女とも143名ずつ、計246名の選手が出場枠を獲得する。1つの国からは男女ともカヌー3名、カヤック6名までしか出場枠を獲得できない。NOCは出場枠を獲得した選手と別の選手を本大会に派遣することができ、本大会では派遣された選手の人数の範囲内で、出場枠を獲得していない種目も含め、各種目2艇まで出場させることができる。出場枠の配分は以下の通り。
- 2019年カヌースプリント世界選手権（セゲド）の成績により、C-1は6か国、C-2は8か国、カヤック シングル（K-1）は5か国、K-2は6か国、K-4は10か国に出場枠が与えられる[14][15]。
  - 同じ選手が複数の種目で出場枠獲得圏内に入った場合は、最も人数が多い種目か距離が長い種目において出場枠を獲得する。選手の重複により、獲得されなかった出場枠は男女別、及びカヌーとカヤックの別に集約され、人数が多い種目から順に次点の国に出場枠が与えられる。
  - また、カヤックでは4種目に対し、1つの国からは6名までしか出場枠を得られないため、それを超える人数の選手が出場枠獲得圏内に入った場合は、一部の種目の出場枠は獲得できず、次点の国に出場枠が与えられる。
  - K-4では少なくとも4つの大陸の国に出場枠が与えられるように選考される。（男子で12位だった日本はアジア最上位として出場枠を得た。）

- 大陸予選を通じて、大陸ごと（ヨーロッパ、アメリカ大陸、アジア、オセアニア、アフリカ）に出場枠が与えられる。（K-4を除く）
  - 大陸予選による出場枠は、予選に出場する国が3か国以上ある場合のみ与えられる。また、一部の種目では世界選手権の成績により、出場枠が与えられない大陸がある。
  - コロナ禍の影響により、アメリカ大陸予選は行われなかったため、出場枠は世界選手権の成績により割り当てられることになったが、出場枠を得ていない国が3か国に満たない種目は、大陸に関係なく世界選手権の成績により出場枠が再配分された。アメリカ大陸に割り当てられていた出場枠の一部が、大陸に関係なく再配分されることになった結果、日本は女子C-2 500メートルの出場枠を獲得することになった。

- 2021年5月のワールドカップ2（バルナウル）の成績により1か国に出場枠が与えられる。（K-1、C-1のみ）

- 開催国（日本）には男子2種目（C-1 1000メートル、K-1 1000メートル）と女子2種目（C-1 200メートル、K-1 500メートル）の出場枠が与えられる。
  - 上記の通り、世界選手権で男子 K-4 500メートルにて自力で出場枠を確保した[16]ため、男子 K-1 1000メートルの開催国枠は世界選手権の成績により割り当てられた。
    - 日本カヌー連盟は選考基準で出場枠を獲得した選手を日本代表に選出すると定めており、松下桃太郎・藤嶋大規・水本圭治・宮田悠佑（英語版）の4人が代表に決まった[17]。

  - また、出場枠の再配分とアジア予選により、女子 C-2 500メートルと女子 K-1 200メートルの出場枠を獲得したため、女子 C-1 200メートルと女子 K-1 500メートルの開催国枠は返上され、世界選手権の成績により割り当てられた。
    - 出場枠の獲得に伴い、日本カヌー連盟は2019年世界選手権で9位の成績を収めた久保田愛夏、桐明輝子（英語版）組とアジア予選で出場枠を獲得した小野祐佳（英語版）が代表になったことを発表した[18][19]。

  - C-1 1000メートルの開催国枠には當銘孝仁が選出された[20]。
- 上記の他に、性別・種目を限定していない招待枠が2名ともスプリントに割り当てられた[21]ほか、難民選手団から1名の選手が出場する[22]ため、スプリントの出場枠は計249名となる。

## 参加国
スラローム種目では男女41名ずつ、スプリント種目では男子146名（招待枠2名、難民選手団1名を含む）、女子142名が出場した。
- ハンガリーは女子スプリント種目（カヌー）では、C-1 200メートルとC-2 500メートルの両方の出場枠（計3名）を得ていた[23]が、C-1 200メートルに出場する予定であった選手が負傷により出場できなかった[24]ため、2名の選手のみが出場した。
- 2018年カヌースプリント世界選手権のC-1 200メートルとC-2 500メートルで優勝していたロランス・バンサン＝ラポワント（カナダ）はドーピングの嫌疑により、2019年の世界選手権に出場できず、オリンピック出場枠を得られなかったが、2020年2月に疑いが晴れた[25]。しかし、新型コロナウィルス感染症の世界的流行の影響によりアメリカ大陸予選が中止になったこともあり、カナダは女子スプリント種目（カヌー）では、C-1 200メートルでしか出場枠を得られなかった一方、女子スプリント種目（カヤック）ではK-4 500メートルとK-1 500メートルの出場枠を得ていた[23]。そのため、国内競技連盟であるカヌー カヤック カナダは苦肉の策として、カヤック種目の出場枠の1つを本来はカヌー種目の選手であるバンサン＝ラポワントに割り当てることで、同選手がC-1 200メートルとC-2 500メートルに出場することができるように取り計らった[26]。

- アルジェリア (1)
- アンドラ (1)
- アルゼンチン (4)
- オーストラリア (17)
- オーストリア (5)
- ベルギー (4)
- ベリーズ (1)
- ベラルーシ (12)
- ブラジル (5)
- ブルガリア (1)
- カナダ (18)
- チリ (2)
- 中国 (18)
- クック諸島 (3)
- クロアチア (3)
- キューバ (5)
- チェコ (8)
- デンマーク (4)
- エジプト (2)
- 難民 (1)
- スペイン (15)
- フランス (12)
- イギリス (8)
- ドイツ (21)
- ハンガリー (16)
- イラン (1)
- アイルランド (1)
- イタリア (7)
- 日本 (12)
- カザフスタン (7)
- 韓国 (1)
- ラトビア (1)
- リトアニア (1)
- モロッコ (2)
- モルドバ (3)
- メキシコ (1)
- モザンビーク (1)
- オランダ (1)
- ナイジェリア (1)
- ノルウェー (1)
- ニュージーランド (8)
- ポーランド (13)
- ポルトガル (8)
- ROC (17)
- ルーマニア (2)
- サモア (3)
- セネガル (1)
- スロベニア (6)
- セルビア (3)
- サントメ・プリンシペ (2)
- スイス (4)
- スロバキア (9)
- スウェーデン (3)
- タイ (1)
- チャイニーズタイペイ (1)
- チュニジア (4)
- ウクライナ (11)
- アメリカ合衆国 (4)
- ウズベキスタン (2)

## 競技日程
スラロームは午後から、スプリントは9時半から競技を開始する。
| H    | ¼        | ½      | F    |
| ---- | -------- | ------ | ---- |
| 予選 | 準々決勝 | 準決勝 | 決勝 |

| 種目/日付 | 7/25 | 7/26 | 7/26 | 7/27 | 7/27 | 7/28 | 7/29 | 7/29 | 7/30 | 7/30 |
| --------- | ---- | ---- | ---- | ---- | ---- | ---- | ---- | ---- | ---- | ---- |
| 男子 C-1  | H    | ½    | F    |      |      |      |      |      |      |      |
| 男子 K-1  |      |      |      |      |      | H    |      |      | ½    | F    |
| 女子 C-1  |      |      |      |      |      | H    | ½    | F    |      |      |
| 女子 K-1  | H    |      |      | ½    | F    |      |      |      |      |      |

| 種目/日付       | 8/2 | 8/2 | 8/3 | 8/3 | 8/4 | 8/4 | 8/5 | 8/5 | 8/6 | 8/6 | 8/7 | 8/7 |
| --------------- | --- | --- | --- | --- | --- | --- | --- | --- | --- | --- | --- | --- |
| 男子 C-1 1000 m |     |     |     |     |     |     |     |     | H   | ¼   | ½   | F   |
| 男子 C-2 1000 m | H   | ¼   | ½   | F   |     |     |     |     |     |     |     |     |
| 男子 K-1 200 m  |     |     |     |     | H   | ¼   | ½   | F   |     |     |     |     |
| 男子 K-1 1000 m | H   | ¼   | ½   | F   |     |     |     |     |     |     |     |     |
| 男子 K-2 1000 m |     |     |     |     | H   | ¼   | ½   | F   |     |     |     |     |
| 男子 K-4 500 m  |     |     |     |     |     |     |     |     | H   | ¼   | ½   | F   |
| 女子 C-1 200 m  |     |     |     |     | H   | ¼   | ½   | F   |     |     |     |     |
| 女子 C-2 500 m  |     |     |     |     |     |     |     |     | H   | ¼   | ½   | F   |
| 女子 K-1 200 m  | H   | ¼   | ½   | F   |     |     |     |     |     |     |     |     |
| 女子 K-1 500 m  |     |     |     |     | H   | ¼   | ½   | F   |     |     |     |     |
| 女子 K-2 500 m  | H   | ¼   | ½   | F   |     |     |     |     |     |     |     |     |
| 女子 K-4 500 m  |     |     |     |     |     |     |     |     | H   | ¼   | ½   | F   |

## 大会形式

### スラローム
予選では各選手が2回ずつ競技を行い、良かった方のタイム（ペナルティを含む）で順位をつける。準決勝以降は1回ずつの競技となる。予選と準決勝・決勝ではコースレイアウト（難易度）が変更される。準決勝に進出する人数は種目により異なるが、決勝は各種目とも10名で競われる。

### スプリント
レースごとの着順により次ラウンドへの進出や最終順位を争う。種目ごとに予選、準々決勝、準決勝、決勝の4段階で競われる。（出場チームが10チーム以下の場合は準々決勝が省略されるが本大会では該当が無かった）決勝はA決勝とB決勝の2レースが行われる。（出場者が多かった女子K-1 500メートルのみC決勝も実施したため、3レースが行われた。）
予選の上位チームは準決勝に進出し、その他のチームは準々決勝に出場する。準々決勝の上位チームは準決勝に進出し、その他のチームは敗退となるが、出場チーム数によっては、一部のチームは（準決勝には進出せず）B決勝への出場が決定する。準決勝の成績によって、A～Cのいずれの決勝に進出するかが決定するが、出場チーム数によっては、一部のチームは決勝に進出できずに敗退となる。

## 競技結果

### スラローム
| 種目    | 金                                        | 金     | 銀                                    | 銀     | 銅                                        | 銅     |
| ------- | ----------------------------------------- | ------ | ------------------------------------- | ------ | ----------------------------------------- | ------ |
| 男子C-1 | ベンヤミン・サフシェク スロベニア (SLO)   | 98.25  | ルカーシュ・ロハン チェコ (CZE)       | 101.96 | シデリス・タジアディス ドイツ (GER)       | 103.70 |
| 女子C-1 | ジェシカ・フォックス オーストラリア (AUS) | 105.04 | マロリー・フランクリン イギリス (GBR) | 108.68 | アンドレア・ヘルツォク ドイツ (GER)       | 111.13 |
| 男子K-1 | イジー・プルスカベツ チェコ (CZE)         | 91.63  | ヤクプ・グリガル スロバキア (SVK)     | 94.85  | ハネス・アイグナー ドイツ (GER)           | 97.11  |
| 女子K-1 | リカルダ・フンク ドイツ (GER)             | 105.50 | マイアレン・シュロー スペイン (ESP)   | 106.63 | ジェシカ・フォックス オーストラリア (AUS) | 106.73 |

### スプリント

#### 男子
| 種目             | 金                                                                                           | 金          | 銀                                                                                             | 銀       | 銅                                                                                           | 銅       |
| ---------------- | -------------------------------------------------------------------------------------------- | ----------- | ---------------------------------------------------------------------------------------------- | -------- | -------------------------------------------------------------------------------------------- | -------- |
| C-1 1000メートル | イザキアス・ケイロス・ドス・サントス ブラジル (BRA)                                          | 4:04.408    | 劉浩 中国 (CHN)                                                                                | 4:05.724 | セルゲイ・タルノフスキー モルドバ (MDA)                                                      | 4:06.069 |
| C-2 1000メートル | キューバ (CUB) フェルナンド・ダジャン・ホルヘ・エンリケス セルゲイ・トレス・マドリガル       | 3:24.995 OB | 中国 (CHN) 劉浩 鄭鵬飛                                                                         | 3:25.198 | ドイツ (GER) ゼバスティアン・ブレンデル ティム・ヘッカー                                     | 3:25.615 |
| K-1 200メートル  | トートカ・シャーンドル ハンガリー (HUN)                                                      | 35.035      | マンフレデイ・リッツァ イタリア (ITA)                                                          | 35.080   | リアム・ヒース イギリス (GBR)                                                                | 35.202   |
| K-1 1000メートル | コパス・バーリント ハンガリー (HUN)                                                          | 3:20.643 OB | バルガ・アーダーム ハンガリー (HUN)                                                            | 3:22.431 | フェルナンド・ピメンタ ポルトガル (POR)                                                      | 3:22.478 |
| K-2 1000メートル | オーストラリア (AUS) トーマス・グリーン ジャン・ファン・ダー・ウェストホイゼン               | 3:15.280    | ドイツ (GER) マックス・ホフ ヤコプ・ショップフ                                                 | 3:15.584 | チェコ (CZE) ラデック・シュローフ ヨセフ・ドスタール                                         | 3:16.106 |
| K-4 500メートル  | ドイツ (GER) マックス・レムケ トム・リープシャー ロナルト・ラウエ マックス・レントシュミット | 1:22.219    | スペイン (ESP) カルロス・アレバーロ サウル・クラビオット ロドリゴ・ヘルマーデ マルクス・ワルス | 1:22.445 | スロバキア (SVK) サムエル・バラージュ アダム・ボテク デニス・ミシャーク エリック・ブルチェク | 1:23.534 |

#### 女子
| 種目            | 金                                                                                   | 金          | 銀                                                                                               | 銀       | 銅                                                                                                 | 銅       |
| --------------- | ------------------------------------------------------------------------------------ | ----------- | ------------------------------------------------------------------------------------------------ | -------- | -------------------------------------------------------------------------------------------------- | -------- |
| C-1 200メートル | ネビン・ハリソン アメリカ合衆国 (USA)                                                | 45.932      | ロランス・バンサン＝ラポワント カナダ (CAN)                                                      | 46.786   | リュドミラ・ルザン ウクライナ (UKR)                                                                | 47.034   |
| C-2 500メートル | 中国 (CHN) 孫夢雅 徐詩暁                                                             | 1:55.495 OB | ウクライナ (UKR) アナスタシア・チェトベリコワ リュドミラ・ルザン                                 | 1:57.499 | カナダ (CAN) ケイティ・ビンセント ロランス・バンサン＝ラポワント                                   | 1:59.041 |
| K-1 200メートル | リサ・キャリントン ニュージーランド (NZL)                                            | 38.120 OB   | テレサ・ポルテラ スペイン (ESP)                                                                  | 38.883   | エマ・オーストラン・ヨルゲンセン デンマーク (DEN)                                                  | 38.901   |
| K-1 500メートル | リサ・キャリントン ニュージーランド (NZL)                                            | 1:51.216    | チペシュ・タマラ ハンガリー (HUN)                                                                | 1:51.855 | エマ・オーストラン・ヨルゲンセン デンマーク (DEN)                                                  | 1:52.773 |
| K-2 500メートル | ニュージーランド (NZL) リサ・キャリントン ケイトリン・リーガル                       | 1:35.785 OB | ポーランド (POL) カロリナ・ナヤ アンナ・プワフスカ                                               | 1:36.753 | ハンガリー (HUN) ボドニ・ドーラ コザーク・ダヌタ                                                   | 1:36.867 |
| K-4 500メートル | ハンガリー (HUN) ボドニ・ドーラ チペシュ・タマラ カーラース・アンナ コザーク・ダヌタ | 1:35.463    | ベラルーシ (BLR) ボルハ・フジェンカ マリナ・リトビンチュク マルハリタ・マフネワ ナジェヤ・パポク | 1:36.073 | ポーランド (POL) ユスティナ・イスクジツカ カロリナ・ナヤ アンナ・プワフスカ ヘレナ・ビシニエフスカ | 1:36.445 |

## 国・地域別のメダル獲得数
| 順   | 国・地域               | 金 | 銀 | 銅 | 計 |
| ---- | ---------------------- | -- | -- | -- | -- |
| 1    | ハンガリー (HUN)       | 3  | 2  | 1  | 6  |
| 2    | ニュージーランド (NZL) | 3  | 0  | 0  | 3  |
| 3    | ドイツ (GER)           | 2  | 1  | 4  | 7  |
| 4    | オーストラリア (AUS)   | 2  | 0  | 1  | 3  |
| 5    | 中国 (CHN)             | 1  | 2  | 0  | 3  |
| 6    | チェコ (CZE)           | 1  | 1  | 1  | 3  |
| 7    | ブラジル (BRA)         | 1  | 0  | 0  | 1  |
| 7    | キューバ (CUB)         | 1  | 0  | 0  | 1  |
| 7    | スロベニア (SLO)       | 1  | 0  | 0  | 1  |
| 7    | アメリカ合衆国 (USA)   | 1  | 0  | 0  | 1  |
| 11   | スペイン (ESP)         | 0  | 3  | 0  | 3  |
| 12   | カナダ (CAN)           | 0  | 1  | 1  | 2  |
| 12   | イギリス (GBR)         | 0  | 1  | 1  | 2  |
| 12   | ポーランド (POL)       | 0  | 1  | 1  | 2  |
| 12   | スロバキア (SVK)       | 0  | 1  | 1  | 2  |
| 12   | ウクライナ (UKR)       | 0  | 1  | 1  | 2  |
| 17   | ベラルーシ (BLR)       | 0  | 1  | 0  | 1  |
| 17   | イタリア (ITA)         | 0  | 1  | 0  | 1  |
| 19   | デンマーク (DEN)       | 0  | 0  | 2  | 2  |
| 20   | モルドバ (MDA)         | 0  | 0  | 1  | 1  |
| 20   | ポルトガル (POR)       | 0  | 0  | 1  | 1  |
| 合計 | 合計                   | 16 | 16 | 16 | 48 |